# N 5 (sous-marin)
Le N 5 est un sous-marin de la classe N, en service dans la Regia Marina lancé en 1917 et ayant servi après la fin de la Première Guerre mondiale.

## Caractéristiques
La classe N déplaçait 277 tonnes en surface et 363 tonnes en immersion. Les sous-marins mesuraient 45,9 mètres de long, avaient une largeur de 4,28 mètres et un tirant d'eau de 3,17 mètres. Ils avaient une profondeur de plongée opérationnelle de 40 mètres. Leur équipage comptait 2 officiers et 21 sous-officiers et marins.
Pour la navigation de surface, les sous-marins étaient propulsés par deux moteurs diesel Sulzer de 325 chevaux-vapeur (cv) (239 kW) chacun pour les N 1 à N 4 et Tosi de 350 cv  (257 kW) pour les N 5 et  N6 entraînant deux arbres d'hélices. En immersion, chaque hélice était entraînée par un moteur électrique Ansaldo de 200 chevaux-vapeur (147 kW). Ils pouvaient atteindre 12,5 nœuds (23,1 km/h) pour les N 1 à N 4 et 13,5 nœuds (25 km/h) pour les N 5 et N6 en surface et 8,2 nœuds (15,1 km/h) sous l'eau. En surface, la classe N avait une autonomie de 1 300 milles nautiques (2 400 km) à 8 noeuds (14,8 km/h) pour les N 1 à N 4 et 1 485 milles nautiques (2 750 km) à 8,5 noeuds (15,7 km/h) pour les N 5 et N6; en immersion, elle avait une autonomie de 45 milles nautiques (83 km) à 2 noeuds (3,7 km/h) pour les N 1 à N 4 et 50 milles nautiques (92 km) à 2 noeuds (3,7 km/h) pour les N 5 et N 6.
Les sous-marins étaient armés de deux tubes lance-torpilles à l'avant de 45 centimètres, pour lesquels ils transportaient un total de 4 torpilles. Sur le pont arrière se trouvait un canon de 76/30 mm Model 1916 pour les attaques en surface.

## Construction et mise en service
Le N 5 est construit par le chantier naval Cantieri navali Tosi di Taranto (Tosi) de Tarente en Italie, et mis sur cale le 24 août 1916. Il est lancé le 18 novembre 1917 et est achevé et mis en service le 12 janvier 1919. Il est commissionné le même jour dans la Regia Marina.

## Historique
Le N 5 est entré en service quelques mois après la fin de la Première Guerre mondiale et est stationné à Tarente, sous le commandement du lieutenant de vaisseau (tenente di vascello) Alessandro De Micheli.
Les 23 et 24 janvier 1921, il fournit, avec son navire-jumeau (sister ship) ' N 1, l'énergie électrique nécessaire au fonctionnement des pompes électriques qui ont permis de redresser l'épave du cuirassé Léonard de Vinci, explosé en 1916 et récemment récupéré.
En juin 1921, il change de quartier général pour s'installer à La Spezia, faisant partie de la «Squadriglia Sommergibili N» ("Escadron de sous-marins N").
Il participe aux exercices de 1923 et 1924 ainsi qu'à la revue navale du 28 août 1925, qui se tient dans les eaux de Syracuse et en présence du roi Victor-Emmanuel III.
En 1927, c'est le sous-marin italien le plus actif, opérant pendant 313 jours.
Il est alors employé pour la formation des élèves de l'Académie navale de Livourne, ainsi que pour effectuer des voyages d'entraînement.
Radié le 10 juillet 1929, il est envoyé à la démolition.